# شيرلي روبرتسون
شيرلي روبرتسون (بالإنجليزية: Shirley Robertson)‏ هي مقدمة تلفزيونية بريطانية، ولدت في 15 يوليو 1968 في دندي في المملكة المتحدة.

## وصلات خارجية
- شيرلي روبرتسون على موقع الاتحاد الدولي للملاحة الشراعية (موقع جديد) (الإنجليزية)
- شيرلي روبرتسون على موقع الاتحاد الدولي للملاحة الشراعية (موقع قديم) (الإنجليزية)
- شيرلي روبرتسون على موقع اللجنة الأولمبية الدولية (الإنجليزية)
- شيرلي روبرتسون على موقع أوليمبيديا (الإنجليزية)
- شيرلي روبرتسون على موقع اللجنة الأولمبية البريطانية (الإنجليزية)
- شيرلي روبرتسون قاعة قاعة إسكتلندا للمشاهير الرياضية (الإنجليزية)
- شيرلي روبرتسون على موقع IMDb (الإنجليزية)